# Байрам (термин)
Байра́м, иногда называемый Бейрам (от др.-перс. paδrām — праздник) — часть тюркского названия главных исламских праздников, как термин, применимый также и к обозначению светских знаменательных дат.

## Общие сведения
Термин байрам, пришедший из персидского языка, переводимый словом праздник, используется для обозначения знаменательных дней как религиозного, так и светского характера.

## Религиозное использование
Термин байрам является составной частью названий двух главных мусульманских знаменательных событий — Ураза-байрам и Курбан-байрам.
В период религиозных праздников байрам не приветствуются военные действия. Известен по крайней мере один случай их прекращения, когда в 1651 году в ходе Берестецкой битвы, которая пришлась на Курбан-байрам, союзник Богдана Хмельницкого, Ислам Гирей, покинул сражение.
Интересно, что христианский праздник Пасхи в Турции также называют термином байрам.

## Светское использование
Термин байрам в ряде стран является частью официальных названий знаменательных дат. Например, это государственные праздники Турции, к которым относятся, отмечаемый 23 апреля — Детский день (тур. Ulusal Egemenlik ve Çocuk bayramı), 19 мая — День молодёжи и спорта (тур. Gençlik ve Spor Bayramı), 30 августа — День победы (тур. Zafer Bayramı), 29 октября — День республики (тур. Cumhuriyet Bayramı).
Термин иногда используют и в названиях менее значительных событий, например, Хеллоуин называют: Cadılar Bayramı — Праздник ведьм.